# Lund, Nevada
Lund är en liten stad i White Pine County i Nevada i USA. Lund namngavs efter Anthon H. Lund. Platsen bosattes 1898, på ett landområde som amerikanska staten gett till mormonerna. Folkmängden uppmättes 2010 till 282 invånare.

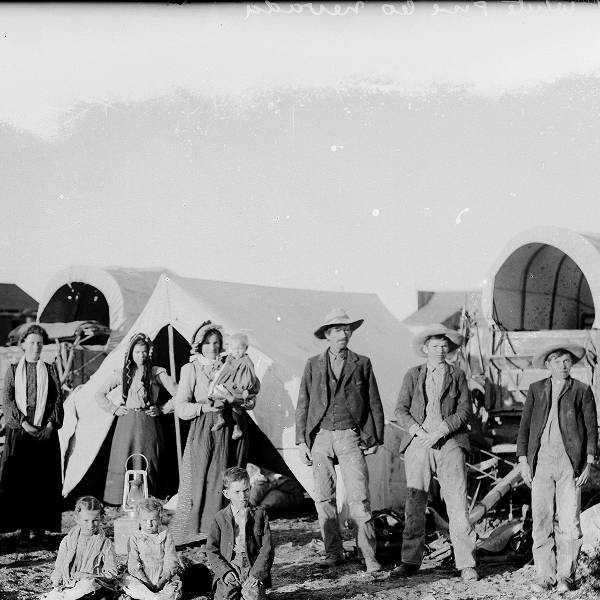
Pionjären Joseph Smith Leavitt med familj i Lund, cirka 1902

### Fotnoter
1. ↑  Jenson, Andrew. Encyclopedic History of the Church of Jesus Christ of Latter-day Saints. (Salt Lake City: Deseret News Press, 1941) p. 452
2. ↑  ”Geographic Identifiers: 2010 Demographic Profile Data (G001): Lund CDP, Nevada”. U.S. Census Bureau, American Factfinder. http://factfinder2.census.gov/bkmk/table/1.0/en/DEC/10_DP/G001/1600000US3243400. Läst 28 januari 2013.